# Liste der Ehrendoktoren der Deutschen Sporthochschule Köln
Die Liste der Ehrendoktoren der Deutschen Sporthochschule Köln führt alle Personen auf, die von der Deutschen Sporthochschule Köln die Doktorwürde ehrenhalber verliehen bekommen haben. Für hervorragende sportwissenschaftliche Leistungen oder besondere ideelle Verdienste um die Förderung der Sportwissenschaft kann die Hochschule die akademischen Grade Doktor der Sportwissenschaft, Doktor der Naturwissenschaft oder Doktor der Philosophie ehrenhalber vergeben.

## Ehrendoktoren
- 30. Juni 1973: Willi Daume
- 15. Februar 1977: Willi Weyer
- 1. Oktober 1977: John G. Dixon
- 17. Dezember 1986: Hans Lenk
- 12. Januar 1991: Ernst Jokl
- 10. September 1993: Walfried König
- 6. November 1993: Otto Wolff von Amerongen
- 20. Juli 2000: Georg Anders
- 18. April 2005: Horst Klosterkemper